# ایوا تولیچ
ایوا تولیچ (انگلیسی: Iva Tolić؛ زادهٔ ۲۴ ژوئن ۱۹۷۴) دانشمند زراعت، زیست‌شناس، و بیوفیزیکدان اهل کرواسی و از دانش‌آموختگان دانشکده علوم، دانشگاه زاگرب است.